# 蒸発
蒸発（じょうはつ、英語: evaporation）とは、液体の表面から気化が起こる現象のことである。常温でも蒸発するガソリンなどの液体については、揮発（きはつ）と呼ばれることもある。

## 概要
液体状態の原子あるいは分子が十分なエネルギーを得て気体の状態になる過程である。化学プロセスにおいては、混合溶液から溶剤を気化させ、溶質を濃縮、または結晶を析出する操作のこともいう。普通は、固体の場合は昇華と呼んで区別する。液体からの蒸発は沸点以下の温度で起こり、蒸気圧 が飽和蒸気圧になるまで続き、そこで液相平衡に達する。温度が沸点に達すると、液体内部からも気化（沸騰）が起こる。ちなみに、蒸発に際して、物質は周囲から潜熱（蒸発熱、または気化熱ともいう）を吸収する。液体の表面張力に打ち勝つ熱運動エネルギーを持つ分子は蒸発することができる。言い換えると、蒸発する分子は液体表面への付着についての仕事関数を超える力学的エネルギーをもっている。したがって蒸発は液体の温度が高かったり、表面張力が低かったりするほど早く進行する。蒸発に関与、その系のエントロピーは増大しており、相変化に伴ってエネルギーの流入が必要とされる。このことは、蒸発によるエントロピー変化（{\displaystyle \Delta S_{\text{evaporation}}}）は常に正の値を持つ。

## 蒸発残留物
水質検査では試料水を105 - 110°Cで蒸発乾固したときの残留物質を蒸発残留物という。
この蒸発残留物をさらに600°Cで灰化したときに揮散する物質を強熱減量（IL）といい、水中の有機物量の目安となる。また、浮遊物（SS）の強熱減量をVSSといい、水中の有機性浮遊物量の目安となる。

## 派生表現

### 人に関して
液体で可視物として存在していたものが気体という不可視のものになってしまうことから転じて、人が突然行方不明になって（失踪して）しまうことにも「蒸発」を用いる。
1960年代には集団就職で上京した若者による失踪事案が多く、1967年（昭和42年）に公開された今村昌平監督の映画『人間蒸発』や、1968年（昭和43年）に矢吹健が歌唱した『蒸発のブルース』により流行語となる。
1970年代には約9000名もの蒸発者が生じ、社会問題にもなった。
政府もしくは政府と癒着した組織が誘拐、もしくは殺害したことに起因する事例は、強制失踪と呼ばれる。

### 交通に関して
夜間やトンネル内など、辺りが暗い場所を自動車で通行していると、自分の車と対向車との前照灯の光が重なる場所に歩行者などがいた場合、運転席からその歩行者を全く確認できない（蒸発したかのように突然見えなくなってしまう）ことがある。これを「蒸発現象」と呼ぶ。特に対向車が前照灯を点けたまま連なって停車（渋滞など）している場合や、横断歩道手前で対向車が停車している場合、この現象により歩行者などを見落としていないか、よく注意して走行しなければならない。場合によっては減速、一時停止を行う必要がある。

### ブラックホール
スティーヴン・ホーキングは、ブラックホールがエネルギーを放射（ホーキング放射）し、最終的にはすべてを放出して消滅してしまうという理論を提唱した。このようにして、ブラックホールがすべてのエネルギーを失って消滅することも「蒸発」と呼ばれる。